# Carobius pectinatus
Carobius pectinatus is een insect uit de familie van de bruine gaasvliegen (Hemerobiidae), die tot de orde netvleugeligen (Neuroptera) behoort. 
Carobius pectinatus is voor het eerst wetenschappelijk beschreven door New in 1988.